# Place Vivegnis
La place Vivegnis, est une place de la ville de Liège (Belgique) appartenant au quartier Nord et au sous-quartier Saint-Léonard.

## Historique
La place Vivegnis est créée à la suite de l'ouverture de la gare ferroviaire en 1864. La gare de Vivegnis est convertie en arrêt puis l'arrêt est supprimé en juin 1984. La gare est alors démolie. Les voies sont toutefois restées de part et d'autre de l'ancien quai central, ce qui permet de voir où il se trouvait.
En 2017 débute le chantier de l'installation d'une passerelle cyclo-piétonne reliant la place Vivegnis aux Coteaux de la Citadelle. Le tablier de la passerelle est posé en décembre 2018. La fin du chantier est prévue pour le printemps 2019.

## Situation et description
Cette place était d'abord un cul-de-sac en venant de la rue Vivegnis vers la gare. Désormais, la rue des Haveurs permet de quitter la place en direction de la rue de la Brasserie. La partie principale de la place, de forme rectangulaire, est un endroit arboré pourvu de bancs et de tables basses formant ainsi une petite aire de pique-nique.

## Odonymie
Vivegnis vient du wallon Vî signifiant Vieux et Vegnis faisant référence aux vignes qui poussaient sur les coteaux de la Citadelle tout proches.

## Architecture et patrimoine
Aux nos 6/8, non loin de la rue Vivegnis, se trouve l'ancien magasin de l'Union coopérative, de style Art déco et datant de 1932-1933. Bâtiment symétrique comptant quatre travées et un étage, le centre de la façade porte verticalement l'inscription UNION COOPERATIVE dans un lettrage propre au style Art déco. La façade est surmontée d'une frise en céramiques rouges (au centre) ou rouges et blanches (latéralement). Cinq pilastres représentant quatre figures diaboliques et une féminine dominent la façade. L'état de la façade est quelque peu délabré.

## Voiries adjacentes
- Rue Vivegnis
- Rue Maghin
- Rue des Franchimontois
- Rue des Haveurs

### Sources et liens externes
- « L'histoire du quartier », sur saint-leonard.be (consulté le 30 décembre 2018)